# Piława (Borne Sulinowo)

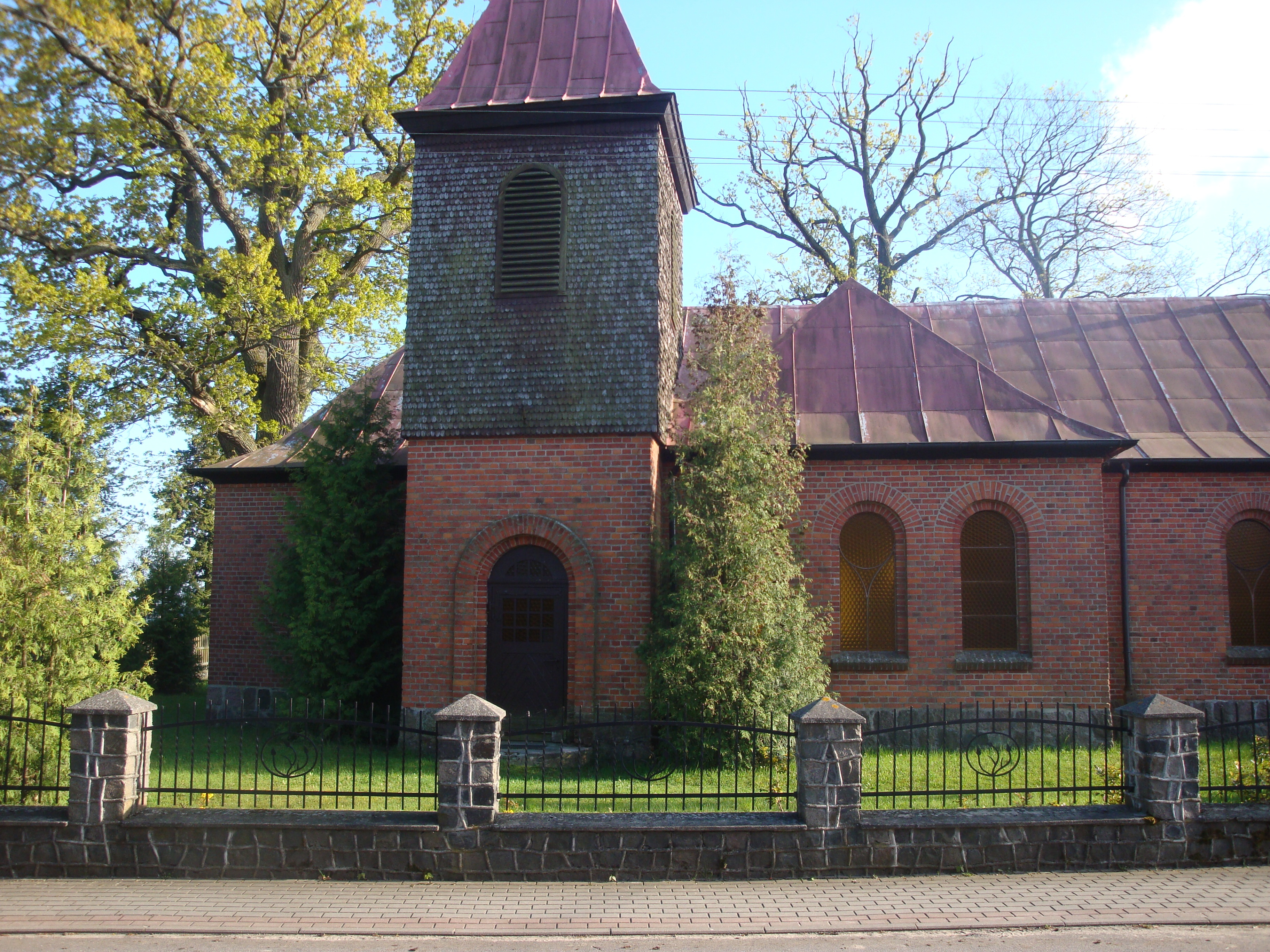
Dorfkirche St. Peter und Paul

Piława (deutsch Pielburg) ist ein Ort in der Woiwodschaft Westpommern in Polen. Er gehört zur Gmina Borne Sulinowo (Gemeinde Groß Born) im Powiat Szczecinecki (Neustettiner Kreis). 2011 lebten hier 249 Einwohner.

## Geographische Lage
Der Ort liegt entlang des Jezioro Pile (Großer Pielburg-See) zwischen Szczecinek (Neustettin) und Czaplinek (Tempelburg) an der Landesstraße 20 (ehemals Teil der Reichsstraße 158).

## Geschichte
Pielburg gehörte zum Kreis Neustettin in der preußischen Provinz Pommern. Zur Gemeinde gehörte auch der Wohnplatz Alt Bärbaum. 
Zum Kirchspiel Pielburg gehörten neben Alt Bärbaum auch Dummerfitz und Nemmin.
1945 kam der Ort an Polen. Er erhielt 1946 den polnischen Ortsnamen „Pile“. 1998 wurde er in „Piława“ umbenannt.

## Sehenswürdigkeiten
- Kirche, 1866 erbauter neugotischer Backsteinbau mit Turm von 1924, heute katholische Kirche St. Peter und Paul

## Söhne und Töchter des Ortes
- Paul Graffunder (1857–1914), deutscher Klassischer Philologe und Gymnasiallehrer
- Ernst A. Schmidt (* 1937), deutscher Altphilologe und Hochschullehrer